# Jean-François-Martial Dergny

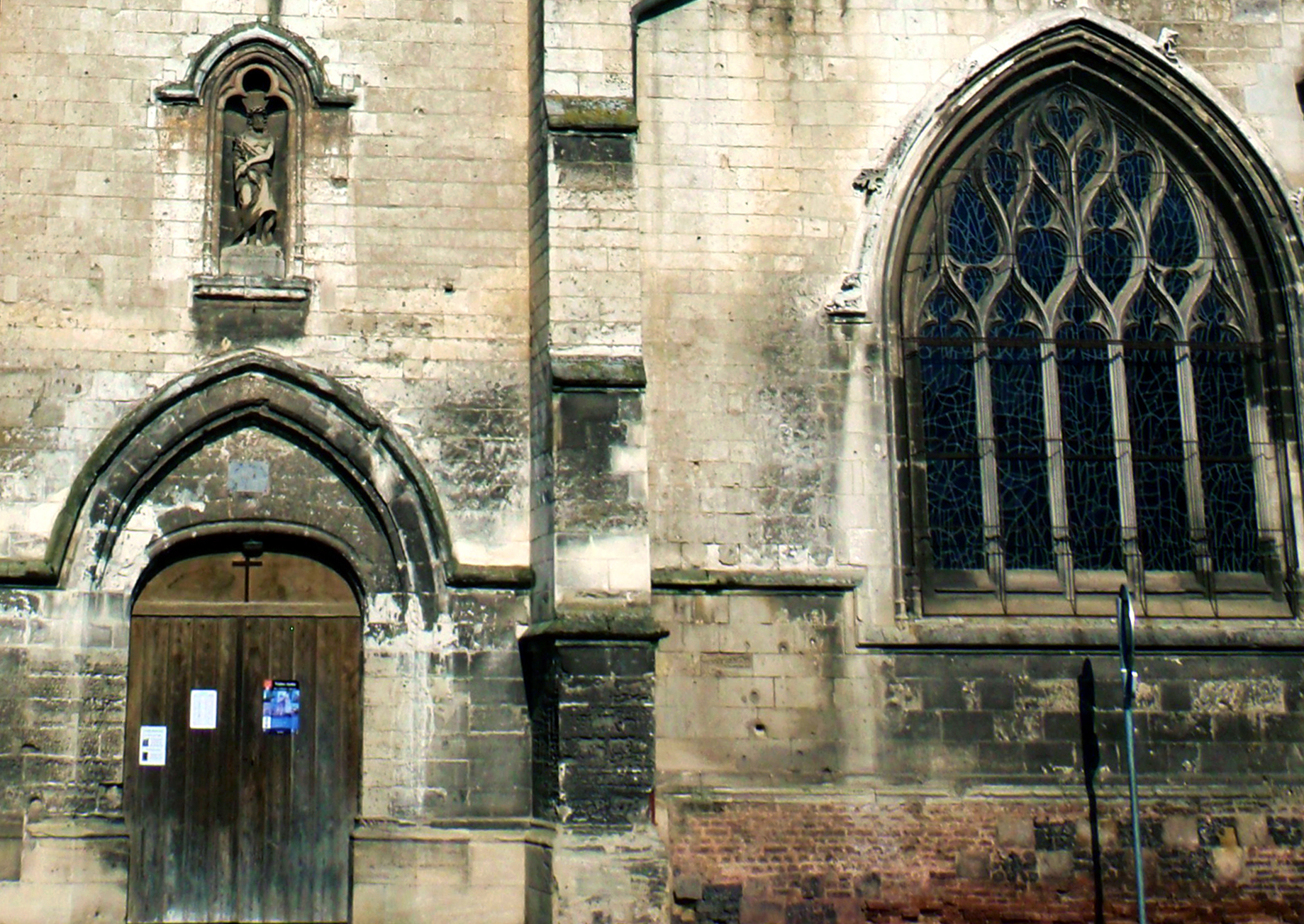
Abbeville, église Saint-Sépulcre.

Jean-François-Martial Dergny est un prêtre et peintre français né à Cayeux-sur-Mer (Somme) le 11 avril 1809 et mort à Abbeville (Somme) le 18 juillet 1880.
Vicaire de l'église Saint-Gilles d'Abbeville, il était membre de la Société d'émulation d'Abbeville.

## Biographie

### Une éducation religieuse

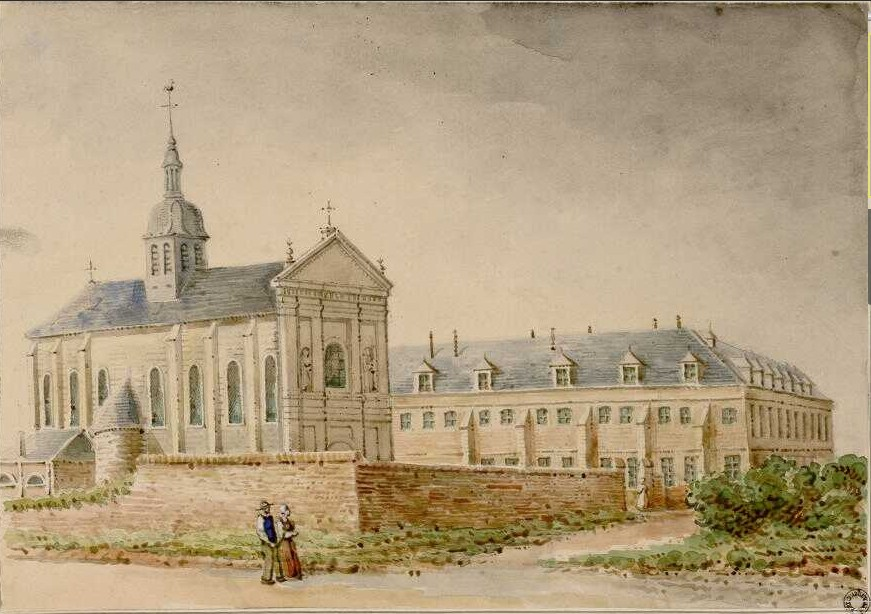
Amiens, abbaye et collège de Saint-Acheul.

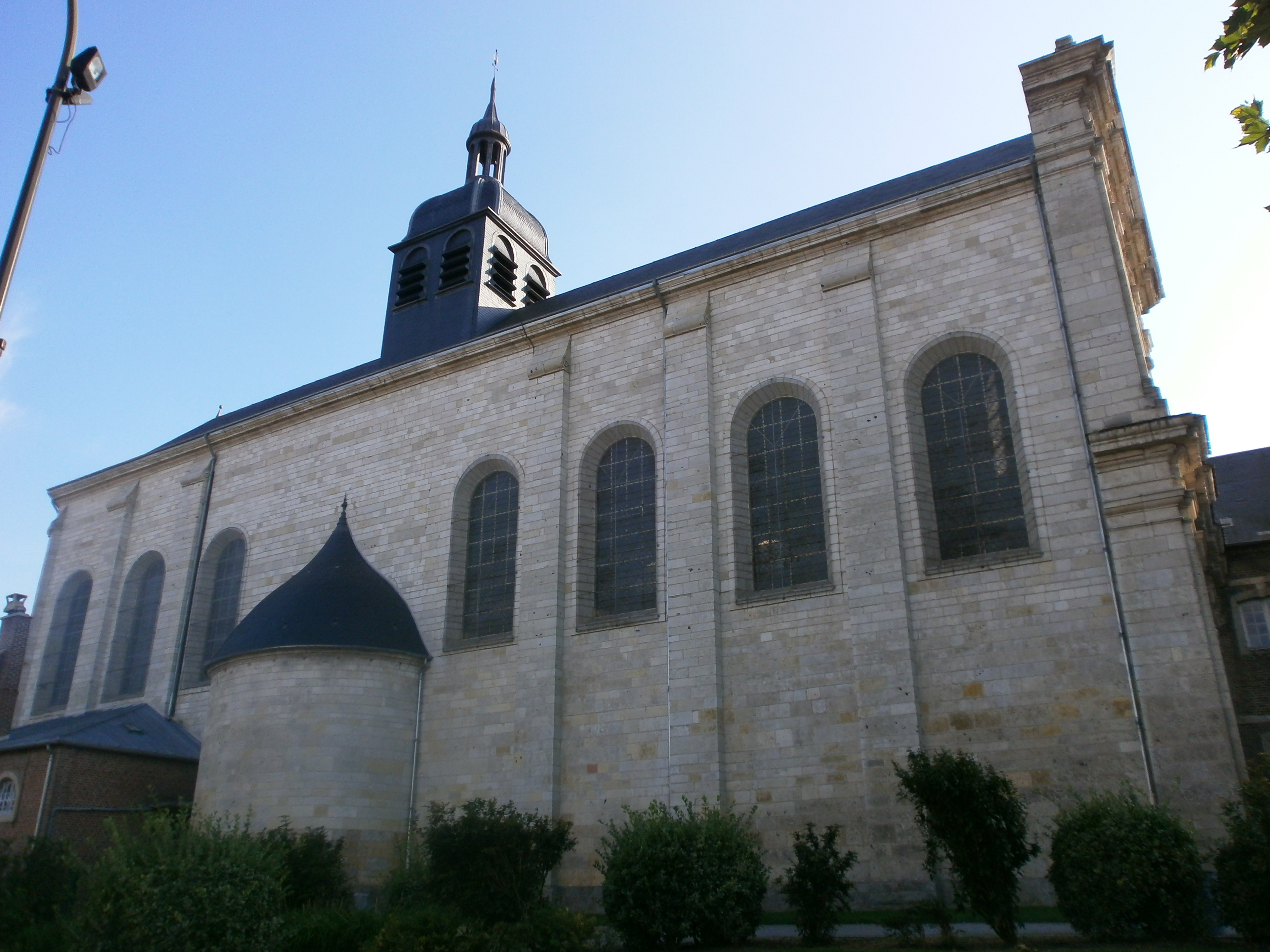
Amiens, l'église Saint-Acheul.

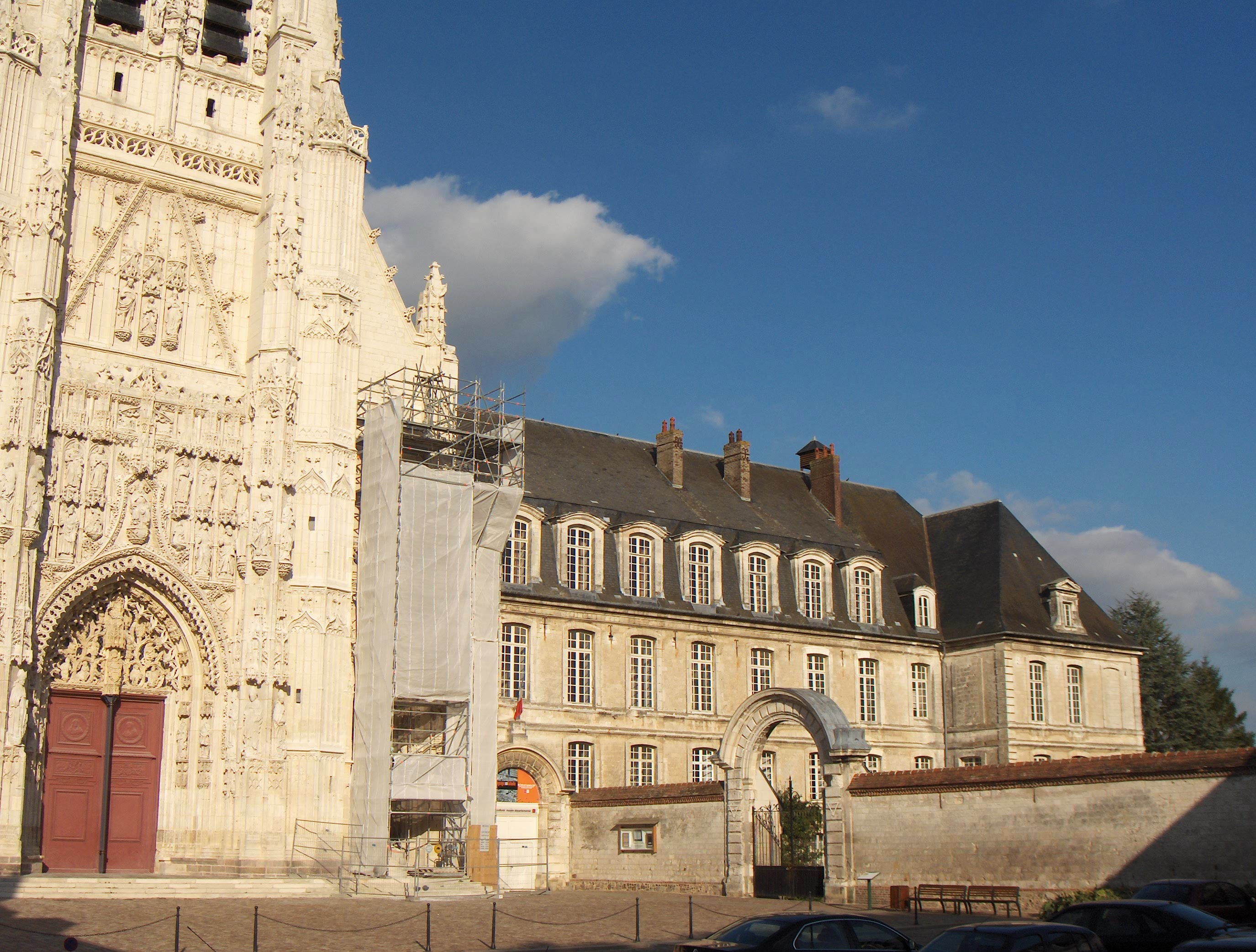
Saint-Riquier, le petit séminaire.

Né à Cayeux-sur-Mer en 1809 de parents cultivateurs, Jean-François Dergny (mort en 1878) et Marie Magdeleine née Vatel (morte en 1814), Jean-François-Martial Dergny, orphelin de mère à l'âge de cinq ans, a pour précepteur en français et latin l'abbé Michaut, curé de Cayeux, puis est mis en pension chez l'abbé Mansion, curé d'Arrest, jusqu'en octobre 1825 où il entre au collège de Saint-Acheul tenu par les Jésuites à Amiens.
À la tête de Saint-Acheul, qui est alors, avec ses 800 élèves, la plus importante des huit écoles secondaires ecclésiastiques dirigées par les 450 Jésuites de France,, Jean-François-Martial Dergny trouve pour recteur, ayant en 1824 pris la succession du Père Julien Druilhet (1768-1845) - dont l'on retient l'oraison funèbre du duc de Berri, fils assassiné en 1820 du roi Charles X -, le Père Jean-Nicolas Loriquet (es) (1767-1845), ancien professeur de l'Oratoire d'Amiens (à l'emplacement de l'actuel lycée du Sacré-Cœur, rue de l'Oratoire,), versé dans la grammaire, la théologie, la littérature et l'histoire. Karl-Michael Loin restitue « une école jésuite au sentiment royaliste très entretenu, une officine réactionnaire aux yeux de ses détracteurs libéraux ». Si c'est dès le 19 juin 1827 que la Chambre des pairs, par 113 voix contre 73, somme le gouvernement d'appliquer la loi - datant de Louis XV - d'expulsion des Jésuites, c'est, après les élections législatives de novembre 1827 et la constitution du ministère Jean-Baptiste de Martignac en janvier 1828, que Charles X, cédant à la campagne d'opinion de ses opposants libéraux, signe le 16 juin 1828 les ordonnances interdisant aux Jésuites tout enseignement. 
C'est dans ce contexte que Jean-François-Martial Dergny entre en 1828 à la pension de Saint-Riquier, tout juste devenue petit séminaire. Il restera une trace de son excellence en langue latine : il coopère, « s'il ne les composa entièrement », à deux hymnes latines (dont Exulum sodalium) en l'honneur de la Congrégation des Saints Anges de Saint-Acheul dont il fut le pro-secrétaire : ces deux compositions demeureront dans le manuel de latin en usage à Saint-Acheul, puis à Saint-Riquier. Il affirme cependant également une prédilection pour le dessin qu'il commence à pratiquer à Saint-Acheul et dont il obtient un Prix au petit séminaire.

### Le prêtre, l'artiste

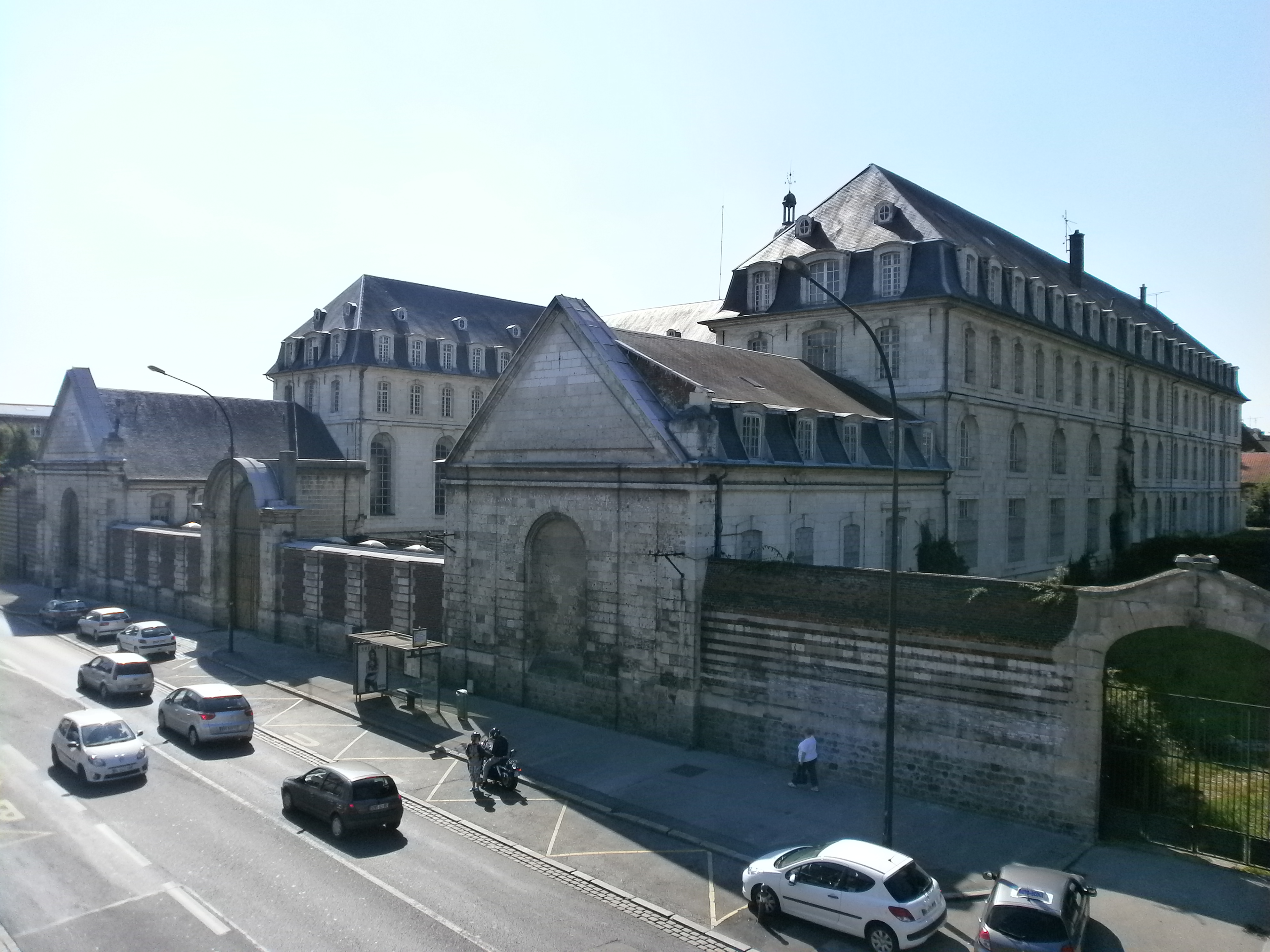
Amiens, le grand séminaire devenu caserne Dejean.

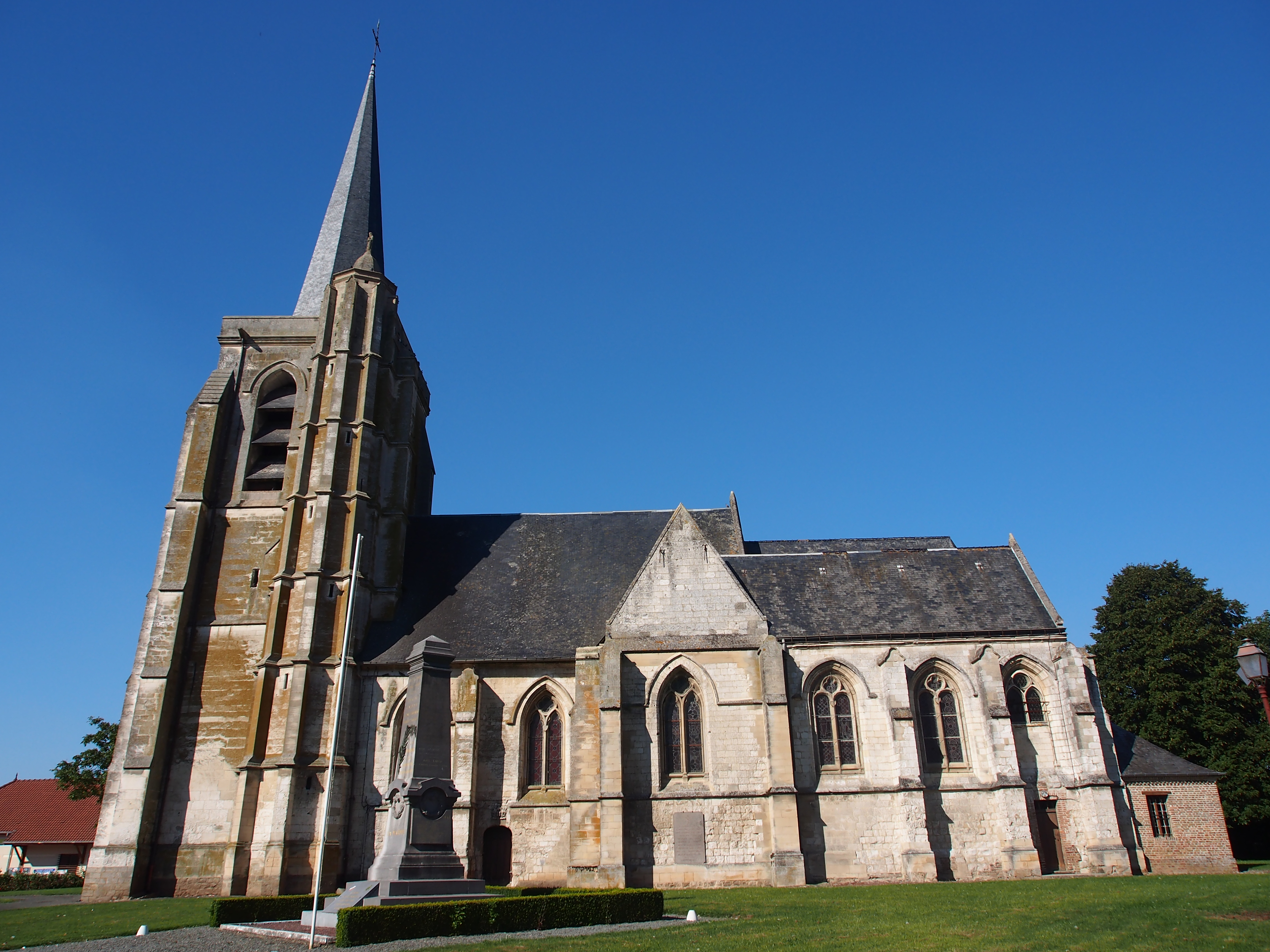
Ailly-le-Haut-Clocher, église Notre-Dame-de-l'Assomption.

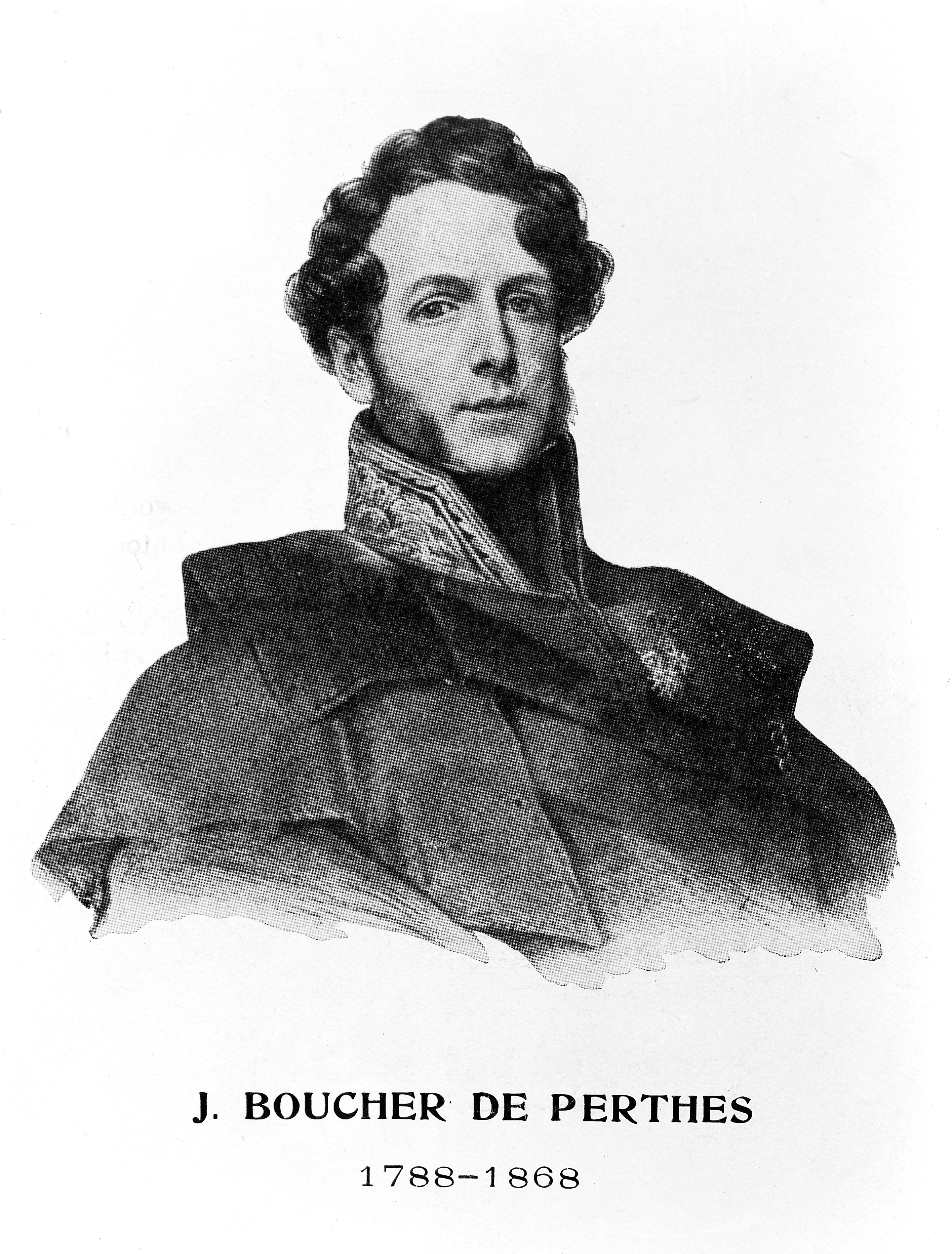
Jacques Boucher de Perthes.

Poursuivant ses études au grand séminaire d'Amiens (situé au 54, rue Jules-Barni, il deviendra la caserne Dejean en 1909), Jean-François-Martial Dergny est ordonné prêtre le 1er juin 1833 pour être aussitôt nommé vicaire de l'église Notre-Dame-de-l'Assomption d'Ailly-le-Haut-Clocher puis, très rapidement remarqué par l'abbé de Raismes, curé de Saint-Gilles d'Abbeville, vicaire de cette dernière paroisse à laquelle il demeurera attaché jusqu'à la fin de ses jours, soit durant quarante sept années au cours desquels il sera également aumônier de la maison d'arrêt d'Abbeville.
L'abbé Dergny s'investit alors culturellement comme membre de la commission de l'école communale de dessin artistique, membre de la commission du musée d'Abbeville, membre correspondant de la Société des antiquaires de Picardie. Il pratique le dessin et la peinture, recevant les conseils d'Eugène Leygue (1813-1877), élève d'Eugène Delacroix, qui choisit de séjourner dans son petit atelier lors de ses fréquents passages à Abbeville.
En début d'année 1859, il reçoit à Abbeville son ami Monseigneur Louis-Martin Porchez (1805-1860), natif d'Amiens et évêque de la Martinique (avant quoi il fut vingt deux années durant le vicaire de l'église Saint-Sépulcre d'Abbeville) dont il prononcera l'éloge funèbre dix-huit mois plus tard en l'église Saint-Sépulcre.
Si Jacques Boucher de Perthes cite l'abbé Jean Benoît Désiré Cochet dans le récit de ses fouilles archéologiques, il y évoque également l'abbé Dergny à qui il demande en juin 1864 de l'accompagner au Moulin Quignon, site abbevillois du Paléolithique inférieur admis comme la plus ancienne trace de présence humaine en Picardie,, et c'est ce dernier qui établit pour la Société d'émulation d'Abbeville le rapport sur la datation des ossements alors découverts,.

### Les derniers travaux

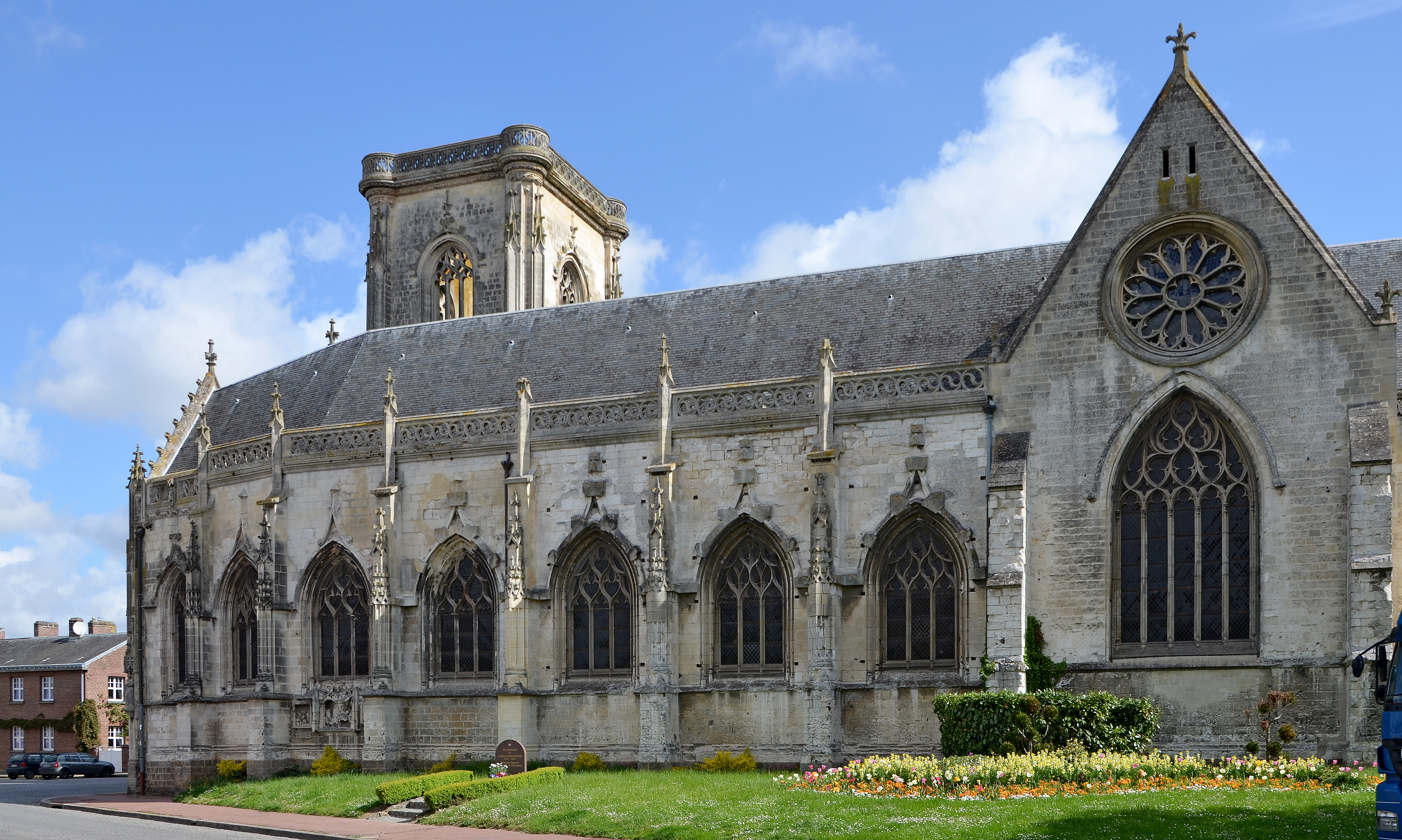
Abbeville, l'église Saint-Gilles.

Entre 1860 et 1872, dans le cadre des restaurations dans le style néogothique alors très en vogue de l'église Saint-Gilles, demeurée très dégradée depuis qu'elle servit de magasin de fourrages sous la Révolution française, Jean-François-Martial Dergny y entreprend les fresques murales (détail dans Œuvres ci-dessous) dont, les bombardements de 1940 détruisant une grande partie de l'église et la fermant au culte jusqu'en 1967, il ne reste que quelques fragments aujourd'hui.
La santé de Jean-François-Martial Dergny décline à compter de 1870 où la guerre l'affecte. Mort le 18 juillet 1880, il est inhumé au cimetière de la Chapelle d'Abbeville, sa tombe étant située sur la droite vers le haut du cimetière, au bord de l'allée qui longe les sépultures des soldats morts pour la France pendant la Première Guerre mondiale. Repérable par la chapelle funéraire Monchaux-Boucher qui la voisine sur sa droite, elle est décrite par Émile Delignières (pcd) comme étant entourée d'une chaîne de fer retenue par quatre piliers aux angles et se compose d'une croix de marbre blanc sur le tombeau de marbre noir où il est gravé qu'il fut titré chanoine honoraire de la Martinique.

## Œuvres

### Tableaux
- Vierge de l'Apocalypse, 1845, tableau pour le petit séminaire de Saint-Riquier.
- Christ en Croix d'après Antoine van Dyck, 1852, pour l'église Saint-Pierre de Cayeux-sur-Mer.
- Le martyre de Saint Blaise (patron de la paroisse de Cayeux-sur-Mer) d'après Gaspard de Crayer, 1852, pour l'église Saint-Pierre de Cayeux-sur-Mer. Émile Delignières décrit ainsi ce tableau : Saint Blaise est suspendu par les poignets à un arbre, un bourreau lui lie les pieds, un personnage lui présente une statue de faux dieu, un autre, sur la droite, armé d'un trident, lui a percé le corps. Deux femmes recueillent son sang sur un linge[8].
- Vierge avec l'Enfant Jésus d'après Paul Véronèse, 1855, pour l'église Saint-Pierre de Cayeux-sur-Mer.

Œuvres dont Jean-François-Martial Dergny a exécuté des copies
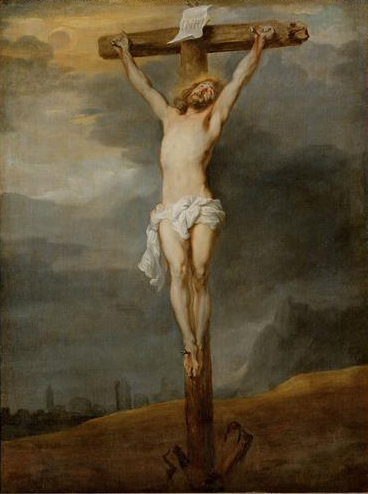
Antoine van Dyck, Christ en Croix, musée d'Histoire de l'art de Vienne.
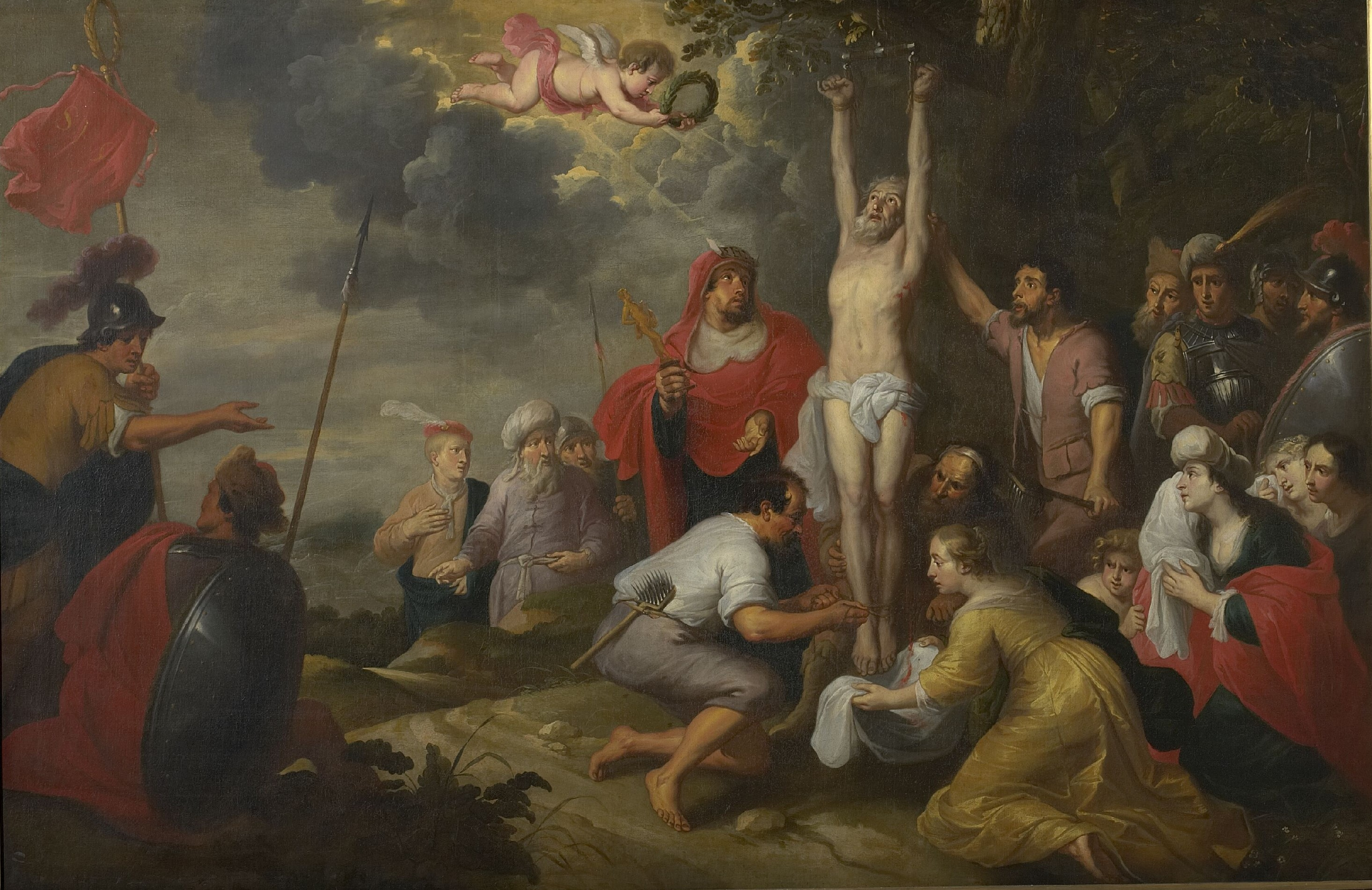
Gaspard de Crayer, Le martyre de Saint Blaise, musées royaux des Beaux-Arts de Belgique.
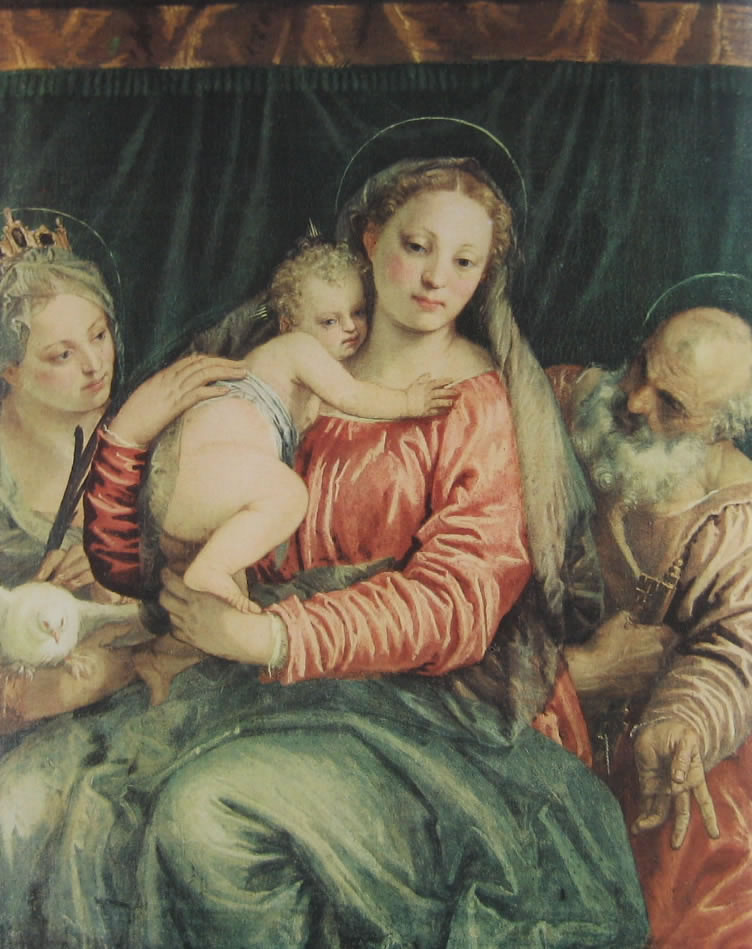
Paul Véronèse, Vierge avec l'Enfant Jésus, Vicence, palais Chiericati.

- La Sainte Famille glorifiée, très grande toile, forme cintrée en ogive par le haut, pour l'église Saint-Pierre de Cayeux[21].
- Jésus enfant révèle le mystère de l'Eucharistie, tableau envoyé au Salon de peinture et de sculpture de 1861[22] puis installé en l'église Saint-Gilles d'Abbeville[23].
- Les quatre Évangélistes, vers 1862, quatre panneaux pour le petit séminaire de Saint-Riquier. Pour les ornements et les draperies, Jean-François-Martial Dergny s'est inspiré des enluminures de l'École de la Cour de Charlemagne contenues dans l'Évangéliaire de Saint-Riquier conservé en la bibliothèque municipale d'Abbeville. Le visage de Saint Matthieu reprend les traits d'un notable abbevillois ami de Dergny, Charles Bellart[8].

Les quatre Évangélistes, enluminures sur parchemin de l'Évangéliaire de Saint-Riquier
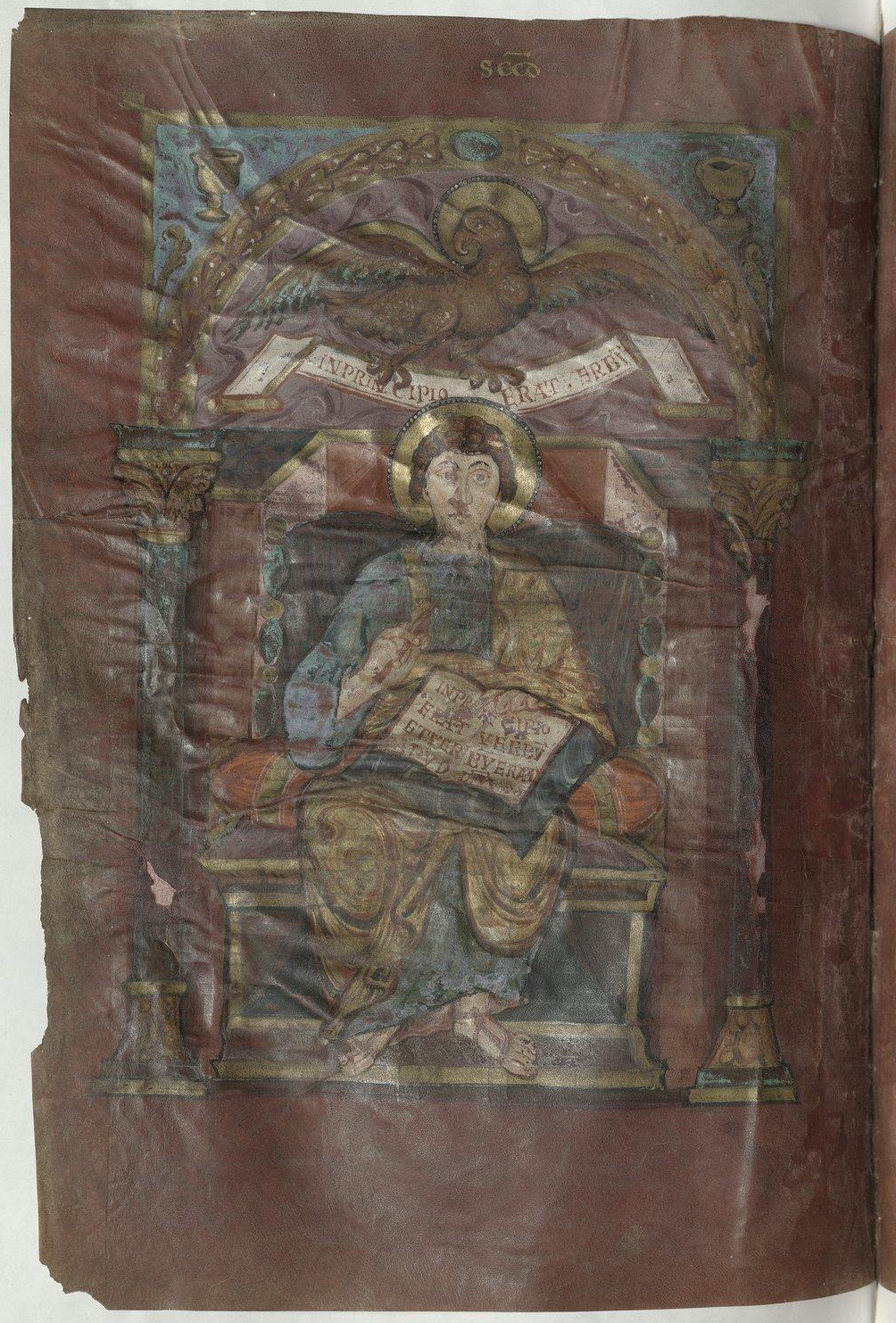
Saint Jean
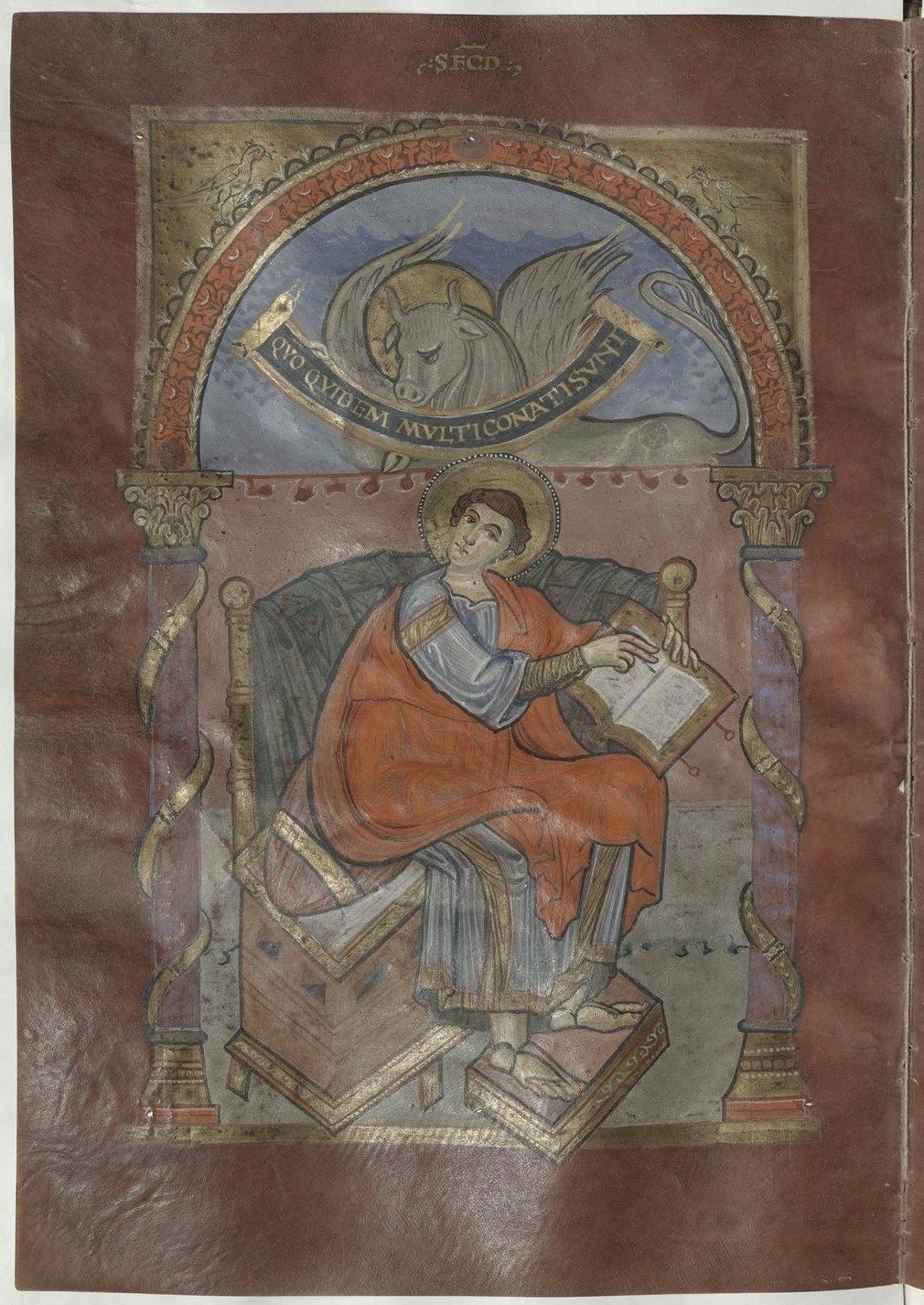
Saint Luc
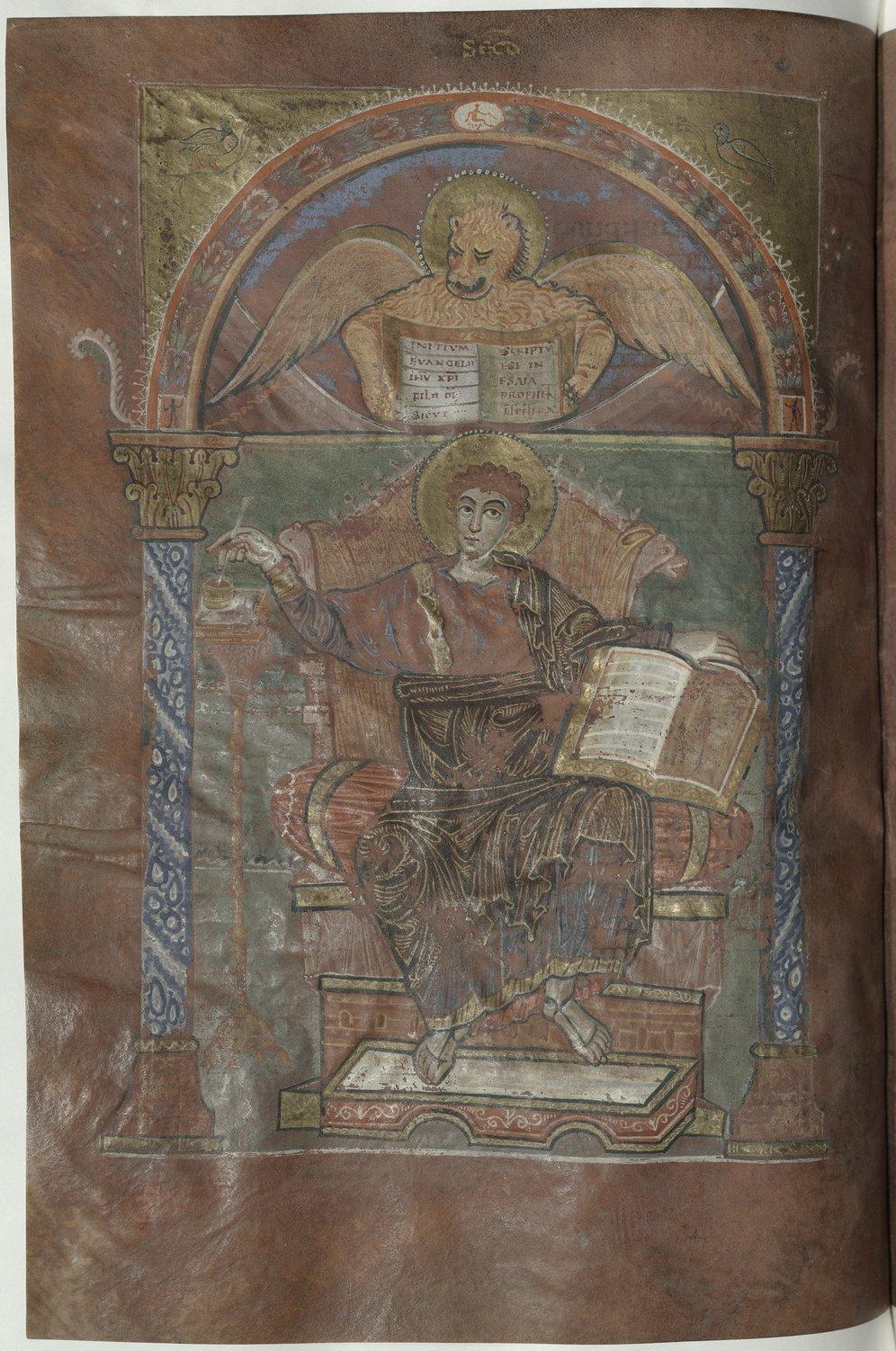
Saint Marc
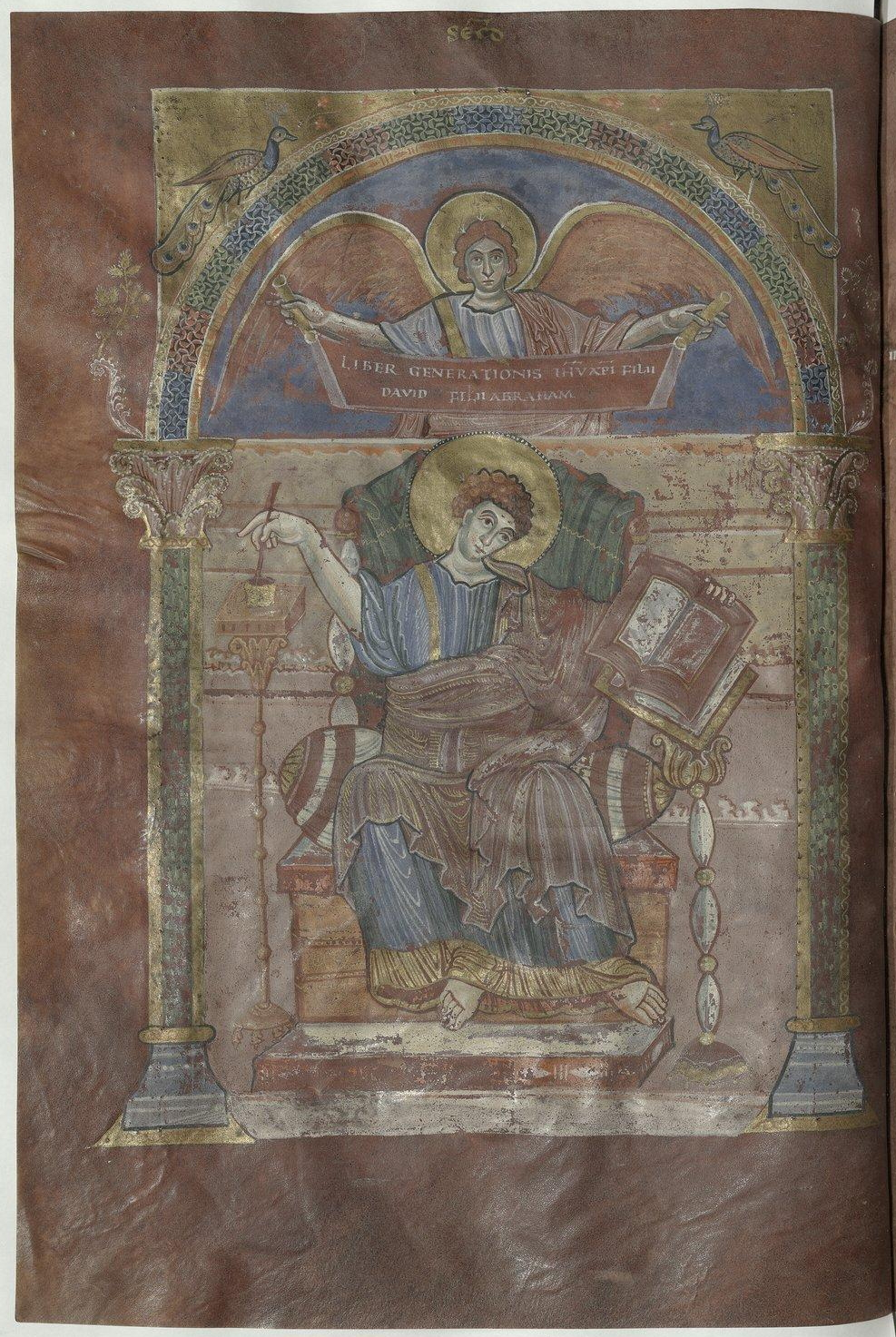
Saint Matthieu

- L'ange de la poésie, huile sur toile 72x59cm signée en bas à gauche « L'ABBÉ DER.1863 », 1863, envoyée au Salon de peinture et de sculpture de 1865[24], puis conservée au musée Boucher-de-Perthes d'Abbeville[11].
- Martyre de Saint-Étienne, église Saint-Étienne de Béthencourt-sur-Mer : ce tableau, cité par l'abbé Alfred Rançon dans son Histoire de Béthencourt-sur-Mer, se trouvait sur le maître autel de l'église. En mauvais état, il a disparu dans les travaux entrepris dans le chœur de l'église autour de 1955.
- Jésus adoré par deux anges, la Vierge et Saint Joseph, église Saint-Pierre de Cayeux-sur-Mer : cette peinture surmontait l'importante boiserie qui se trouvait derrière le maître autel de l'église Saint-Gilles d'Abbeville et, lors des travaux de restauration de l'église et du retrait de la boiserie en 1866, a été replacée à Cayeux-sur-Mer[25].

### Fresques murales de l'église Saint-Gilles d'Abbeville (1860-1872)

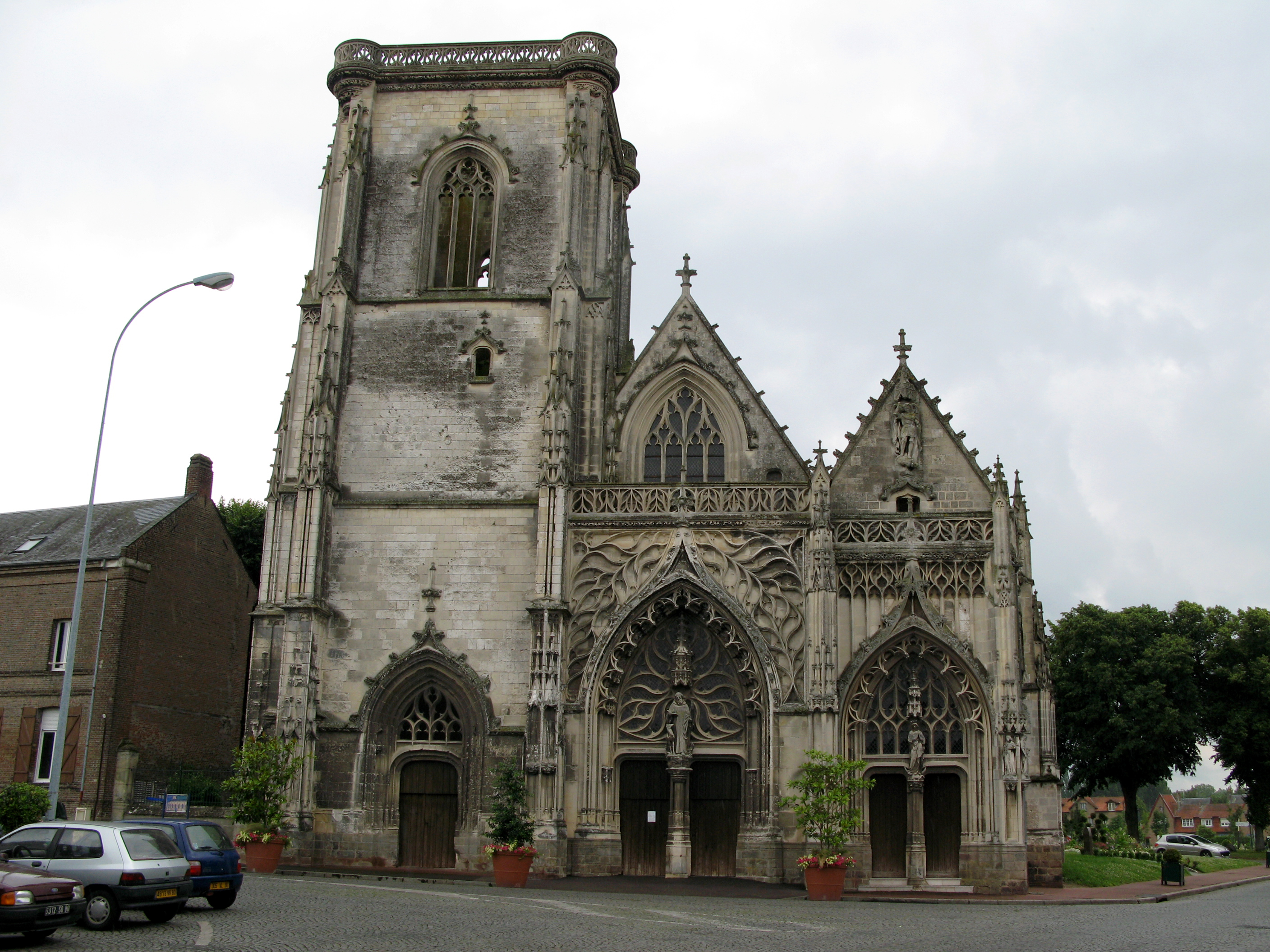
Abbeville, l'église Saint-Gilles.

- La Sainte Trinité (où Jean-François-Martial Dergny donne au Père Éternel les traits du sculpteur abbevillois Louis-Auguste Lévêque[8]), Le baptême de Jésus-Christ, Le baptême de Clovis, L'ange gardien, La Religion instruisant les enfants, cinq fresques pour la chapelle des fonts baptismaux.
- Les miracles du Christ, douze sujets en médaillons dessinés au trait sur fond d'or.
- Moïse, Aaron, David et Isaïe, quatre figures en pied sur les parois des piliers intérieurs du chœur.
- vingt-six personnages représentés en pied dans les entre-colonnements disposés contre les murs des deux chapelles latérales.
- Le triomphe de Saint-Gilles, fresque du grand mur séparant le sanctuaire de l'abside.

## Collections publiques
- Abbeville, musée Boucher-de-Perthes[26], dont tableaux non cités ci-dessus[11] :
  - Portrait de Pierre-Joseph Bertin, chanoine d'Amiens, d'après le peintre amiénois Fusilier, huile sur toile, 70 × 53 cm.
  - Pénélope ou le retour d'Ulysse, huile sur toile, 215 × 230 cm.

## Expositions
- Salon de 1861[22] et 1865[24].

## Réception critique

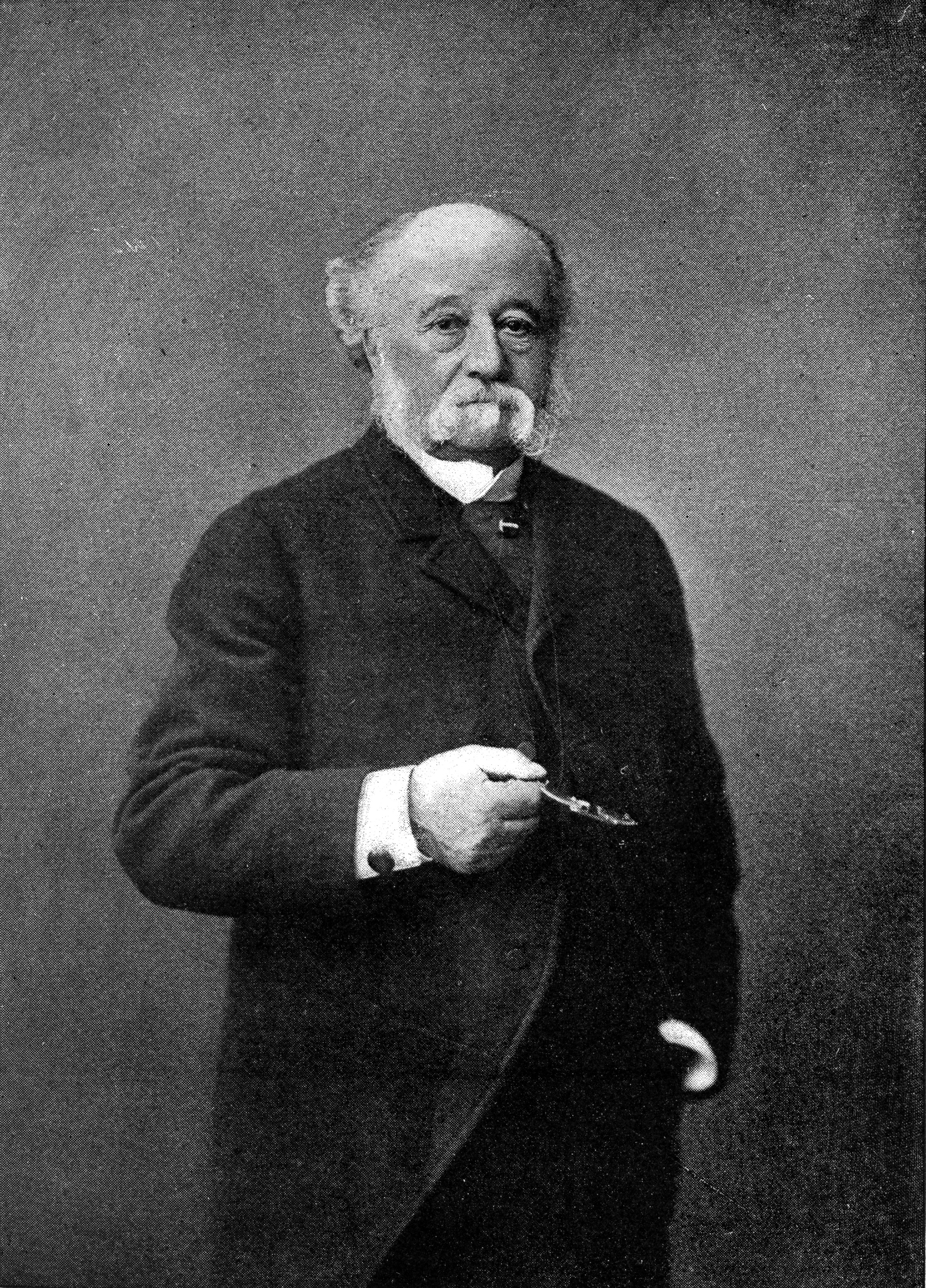
Gustave Le Vavasseur.

« Se sentant l'intelligence qui conçoit les œuvres d'art, le goût qui les dirige et la main qui les exécute, l'abbé Dergny n'a point perdu son temps dans les recherches réfrigérantes de la science et de la théorie ; il n'a point déchiré sa soutane et accroché son pinceau aux ronces du pédantisme ; chez lui, point de système préconçu, il n'est ni préraphaëlite, ni raphaëlite, ni byzantin, ni flamand, il ne se préoccupe ni du style, ni de la symbolique, à peine de la ligne, ni de la couleur. Chrétien et prêtre, il traduit sur la toile une homélie plutôt qu'un sermon, et fait son prône à sa manière… Les anges sont semblables à tous ceux qui se profilent dans les Annonciations et dans les gloires de nos églises de second ordre, et cependant vous êtes arrêté malgré vous devant l'ensemble de cette peinture. »

— Gustave Le Vavasseur